# Huszcza Druga
Huszcza Druga – część wsi Huszcza w Polsce, położona w województwie lubelskim, w powiecie bialskim, w gminie Łomazy. Przepływa przez nią Lutnia, niewielka rzeka dorzecza Bugu, dopływ Zielawy.
W latach 1975–1998 Huszcza Druga administracyjnie należała do województwa bialskopodlaskiego.
Huszcza Druga jest sołectwem w gminie Łomazy.

## Historia
Huszcza – jak opisano w wieku XIX, wieś oddalona o 2 mile od Kodnia  w powiecie bialskim, gminie Lubenka parafii Huszcza. Posiada kościół parafialny drewniany z r. 1772 i szkołę początkową. 

W 1827 r. było tu 194 domów i 939 mieszkańców.

W 1883 wieś posiadała 176 domów  i  1267 mieszkańców z gruntem  4745 mórg. Jest to wieś dawna i obszerna (jak podaje słownik), „obsiadła wyłącznie przez samą zagonową szlachtę, znaną z przywiązania do ziemi ojczystej, czego mieszkańcy tutejsi złożyli niejednokrotne dowody, zwłaszcza w końcu sejmu czteroletniego i w czasach następnych”.